# ペア・クロルドルップ
ペア・ビレスコフ・クロルドルップ、（Per Billeskov Krøldrup, 1979年7月31日 - ）はデンマーク王国ファルソ (Farsø) 出身の同国代表サッカー選手である。ポジションはディフェンダー。

## クラブ経歴

### ユース-デンマーク
ファルソで生まれ、地元のサッカークラブであるファルソ・ウリッツ (Farso Ullits) に1985年に入団した。1994年にダンマルクスセリエン (Danmarksserien) 所属のサッカークラブ、IKチャング・オールボルグ (Idrætsklubben Chang Aalborg) に入団して本格的なキャリアをスタートさせた。
1998年にB.93に入団し、1部リーグおよび2部リーグにて合計57試合に出場して8得点を挙げた。

### ウディネーゼ
2001年にウディネーゼ・カルチョに移籍。デンマーク代表のマルティン・ヨルゲンセンと共にプレーした。2002年3月19日、ヨルゲンセンはクロルドルップについて、「デンマーク代表にいつ招集されてもいい選手だ」と主張している。2004年2月、サッカートルコ代表との試合でフル代表にデビューした後、UEFA EURO 2004に出場する代表チームにも選出された
が、全4試合 のいずれにも出場の機会はなかった。

### エヴァートン
2005年7月1日、ウディネーゼから移籍金500万ポンド でイングランド・FAプレミアリーグ所属のエヴァートンFCへ移籍したが、試合出場の機会を得る前に鼠径部を負傷し、手術を受けた。
復帰後2005年12月26日に開催されたアストン・ヴィラFCとの試合に出場した が、これがエヴァートンでの唯一の公式戦出場となった。後にこの移籍は、タイムズ紙およびリヴァプール・エコー紙にて、最悪の移籍のひとつであると報じられた他、自身も後に、イングランドのサッカーに適応する事の難しさを語っている。

### フィオレンティーナ
2006年1月19日、イタリアに戻りACFフィオレンティーナに入団した。カルチョ・スキャンダルの後 (このころイタリア国内では、複数のクラブが八百長の咎で裁判係争中であった)、シーズン終了後にフィオレンティーナはセリエBに降格させられることになっていた。
クロルドルップは他クラブへ移籍を望む選手たちの只中にあった。しかしフィオレンティーナのフロントがイタリアサッカー連盟に訴えた結果、セリエAへの残留ができることとなった。大半の選手が残留することとなった。
2008年8月12日、UEFAチャンピオンズリーグ 2008-093次予選ラウンド第1戦 (対戦相手: SKスラヴィア・プラハ) にて同大会にデビューした。2010年5月17日、2012年までの契約を延長することに同意した。
2010年になると出番が減少し、2011-12シーズンはついに出場機会がなかった。シーズン終了後、契約満了でフィオレンティーナを退団した。

### ペスカーラ
フィオレンティーナ退団後は無所属が続いていたが、2013年3月7日にデルフィーノ・ペスカーラ1936と契約を結んだ。

## 代表歴

### 出場大会
- デンマーク代表
  - 2010 FIFAワールドカップ

### 試合数
- 国際Aマッチ 33試合 0得点（2004年-2010年）[14]

| デンマーク代表 | 国際Aマッチ | 国際Aマッチ |
| 年             | 出場        | 得点        |
| -------------- | ----------- | ----------- |
| 2004           | 9           | 0           |
| 2005           | 4           | 0           |
| 2006           | 2           | 0           |
| 2007           | 3           | 0           |
| 2008           | 5           | 0           |
| 2009           | 4           | 0           |
| 2010           | 6           | 0           |
| 通算           | 33          | 0           |